# Памятник Петру Столыпину (Симбирск)
Па́мятник Столы́пину — несохранившийся памятник видному государственному деятелю и премьер-министру Российской империи Петру Аркадьевичу Столыпину в городе Симбирск.

## История
14 (1) сентября 1913 года в сквере на стыке зданий Дворянского собрания (ныне здание Ульяновской областной библиотеки — Дворец книги) и 2-й Симбирской гимназии (ныне Ульяновский государственный педагогический университет имени И. Н. Ульянова) в Симбирске был установлен бюст-памятник П. А. Столыпину работы итальянского скульптора Этторе Ксименеса (итал. Ettore Ximenes). Бронзовый бюст был установлен на пьедестале светло-розового гранита, обращённый на Соборную площадь. Надпись на пьедестале, выполненная накладными буквами, гласила: «Столыпину / Симбирская губернiя». На торжественном открытии памятника присутствовали вдова Петра Алексеевича Ольга Борисовна и дети Мария и Аркадий. В марте 1917 года бюст был снят с пьедестала и утрачен. 
12 сентября 1948 г., в день празднования 300-летнего юбилея Симбирска-Ульяновска, на пустующий пьедестал был установлен Бюст И. А. Гончарова.
В 2017 году в городе проводился опрос по установки бюста П. А. Столыпина, отлитого в 2013 году скульптором Зурабом Церетели и в апреле 2014 года подаренного Ульяновску. Сам памятник представляет собой реконструкцию монумента работы итальянского скульптора Эторре Ксименеса, торжественного открытого в Симбирске более века назад, но до сих пор не пришли к единому мнению.

## Галерея

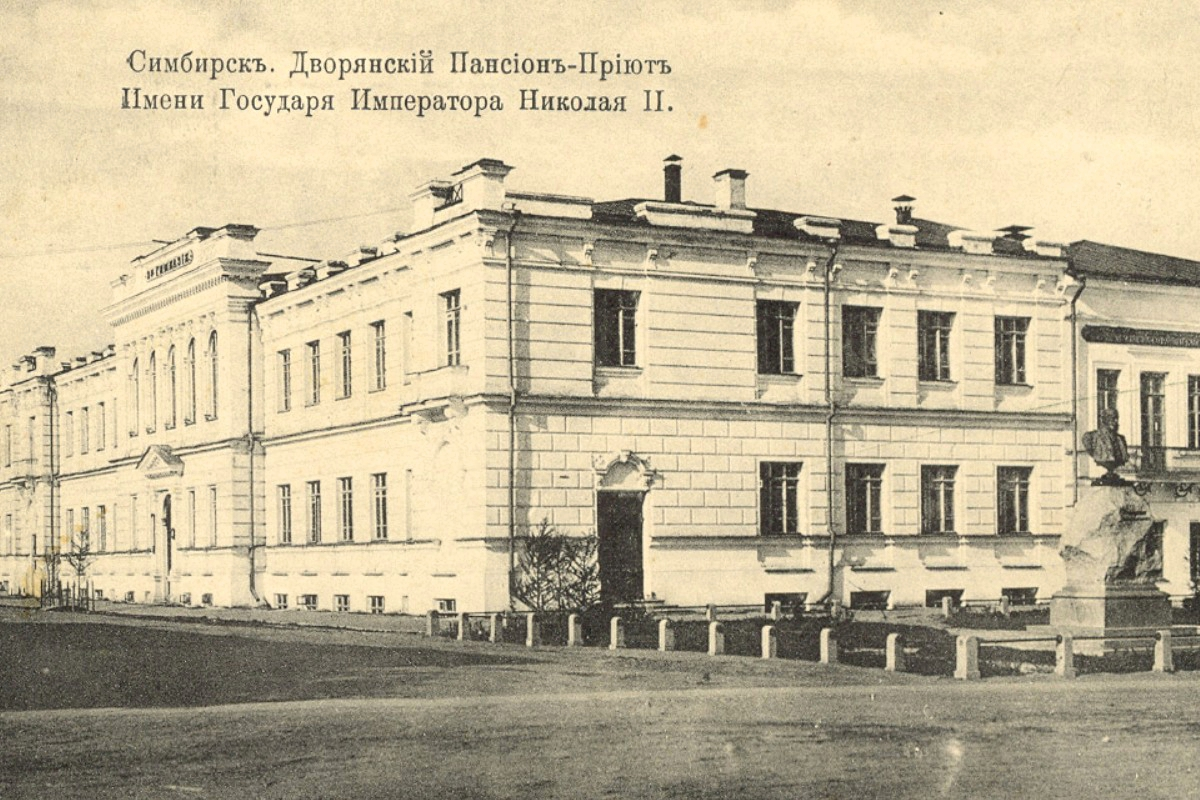
2-я гимназия-пансион и памятник Петру Столыпину (фото 1913 г.).
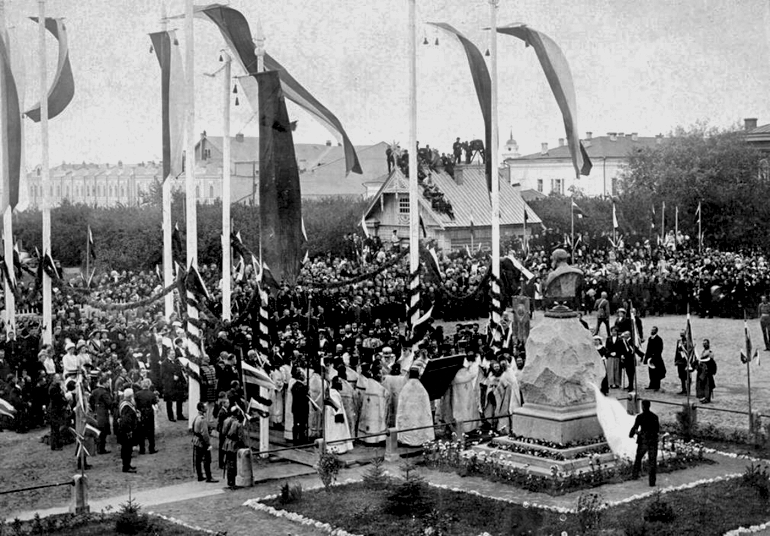
Торжественное открытие памятника П. Столыпину (1.09.1913 г).
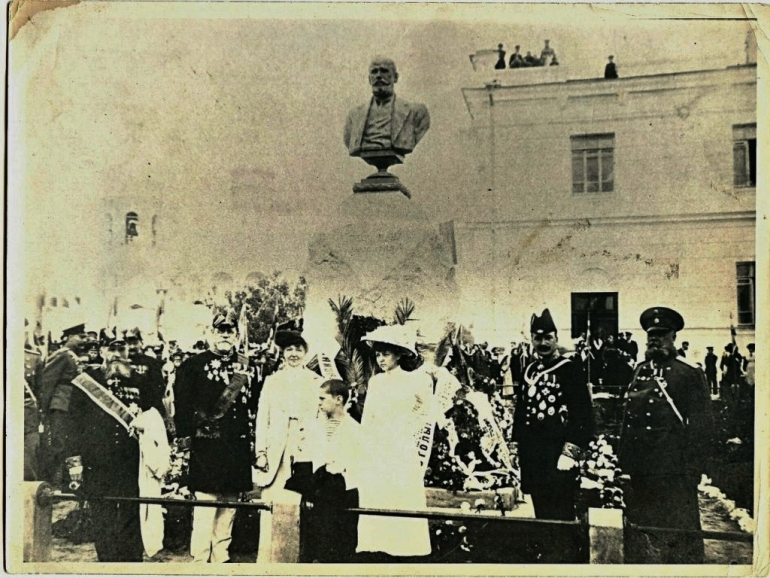
На открытие памятника П. Столыпину. Слева направо — А. А. Мотовилов, Симбирский губернатор А. Ключарёв, вдова Столыпина Ольга Борисовна, сын Аркадий и дочь Мария, в центре, городской голова Л. И. Афанасьев и полицмейстер Симбирска В. А. Пифиев.
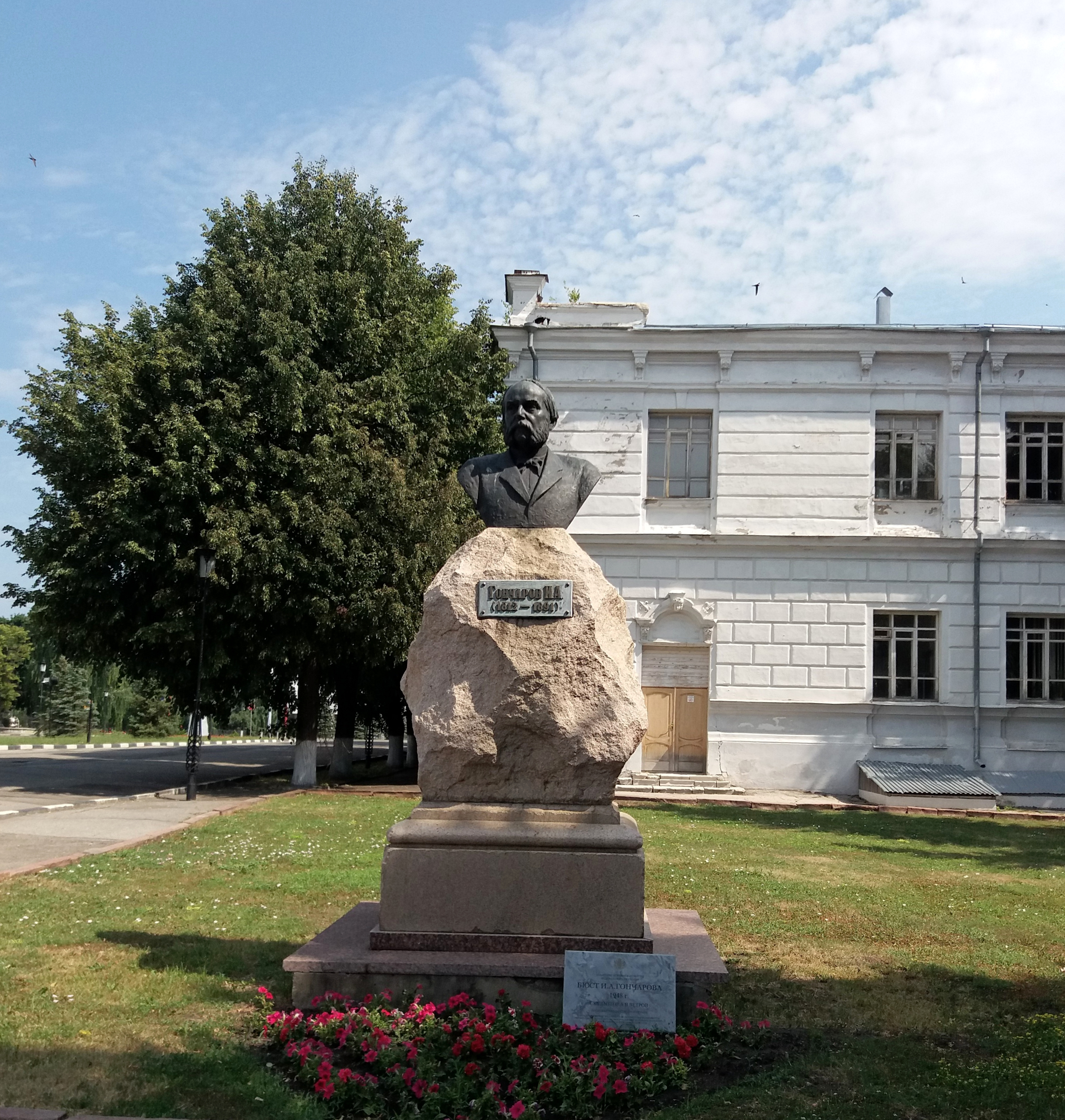
Бюст И. Гончарова на пьедестале памятника П. Столыпину.